# Дебрецен (футбольний клуб)
ВСК Дебрецен (або DVSC) (угор. Debreceni Vasutas Sport Club — Залізничний спортивний клуб «Дебрецен») — професіональний угорський футбольний клуб із міста Дебрецена.

## Назви клубу
- 1902—1918 — Egyetértés Futball Club
- 1918—1926 — Debreceni Vasutas Sport Club (DVSC)
- 1926—1940 — Bocskay FC
- 1940—1948 — DVSC
- 1948—1949 — Debreceni Vasutas Sport Egyesület (DVSE)
- 1949—1955 — Debreceni Lokomotív
- 1955—1956 — Debreceni Törekvés
- 1957—1979 — DVSC
- 1979—1989 — DMVSC (при об'єднанні з командою DMTE)
- з 1989 року, після роз'єднання з DMTE, команді було повернуто попередню (сучасну) назву — DVSC.

## Досягнення
- Чемпіон Угорщини (7) — 2004/05, 2005/06, 2006/07, 2008/09, 2009/10, 2011/12, 2013/14
- Володар Кубка Угорщини (6) — 1998/99, 2000/01, 2007/08, 2009/10, 2011/12, 2012/13
- Володар Суперкубка Угорщини (5) — 2005, 2006, 2007, 2009, 2010
- Володар Кубка ліги (1) — 2009/10

## Гравці
- Міндаугас Малінаускас